# Скальный (Мурманск)
Скальный (Восточный) — историческая часть Мурманска. Также известна в просторечии мурманчан как Гора Дураков.

## Расположение
В северном конце улицы Полярные Зори над третьей террасой вздымается ещё одна, четвёртая, — массивный каменистый кряж, противоположный склон которого обрывается в долину озёр Питьевого, Малого, Среднего и Большого. 

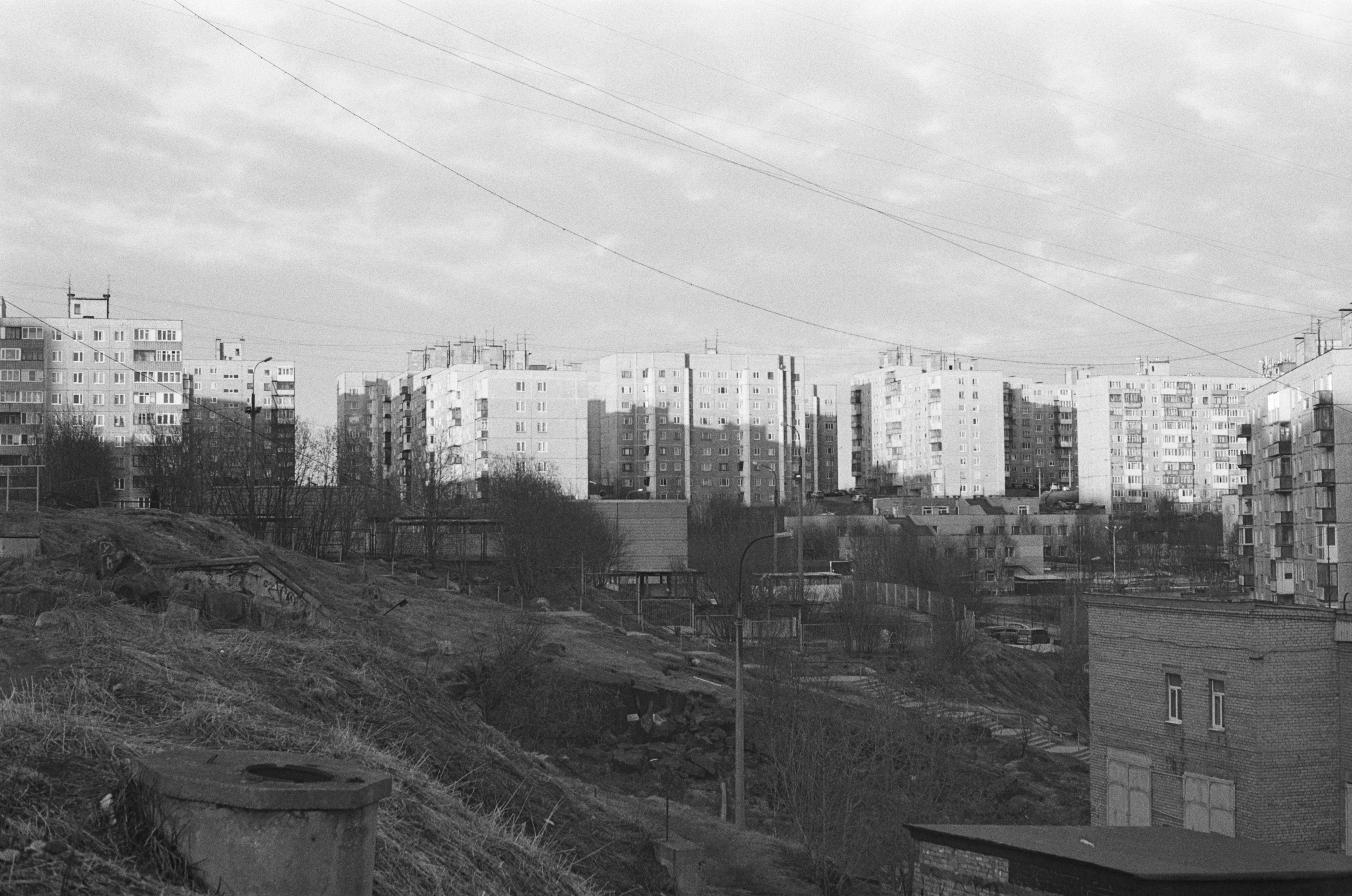
Скальный

Гребень кряжа вознёсся над центральными кварталами Мурманска почти на стометровую высоту. Весь массив стоит, что называется, «на семи ветрах».

## История
История Скального начинается с октября 1984 года. Именно тогда въехали первые новосёлы в новые дома на четвёртой террасе. Новоселья справлялись и позже: строительство в микрорайоне продолжалось, но переместилось от кинотеатра «Мурманск» (401-й квартал) на север, к озеру Среднему и перекрёстку улиц Папанина и Челюскинцев. На этом месте, которое хорошо просматривается с залива, создавали эталонный квартал (406-й), оформляли своего рода новою «визитную карточку» города. Проект квартала был разработан группой архитекторов института «Мурманскгражданпроект» под руководством И. А. Неруша. При строительстве нового дома, при закладке фундамента нашли бомбоубежище времён Великой Отечественной войны.

## Улицы и проезды
| Название                 | Названа в честь | Описание |
| ------------------------ | --- | --- |
| Улица Маклакова          | капитан рыболовного траулера Андрей Яковлевич Маклаков                                                               | Она расположена в 401-м квартале микрорайона, точнее — на его восточной границе, полукругом охватывая гребень сопки. Сразу за улицей — обрыв к долине озёр (Питьевого, Малого, Большого и Среднего). На юго-западе, возле кинотеатра «Мурманск», она смыкается с улицей Карла Маркса. |
| Улица Старостина         | первого секретаря Мурманского обкома КПСС Максим Иванович Старостин                                                  | Главная магистраль Восточного микрорайона. Она заканчивается у дома престарелых у Верхне-Ростинского шоссе. Это самая протяжённая и первая из улиц, появившихся в микрорайоне, каменные здания которого начали подниматься взамен прежних деревянных домов в восточной части города на высокой каменистой террасе. Улице отведено центральное положение в микарорайоне: она проходит между восточными (401-й, 403-й, 404-й) и западными (402-й, 406-й) кварталами. Въезд на неё с улиц Папанина, Карла Маркса и Полярные Зори возле кинотеатра «Мурманск». |
| Улица Мира               | | |
| Улица Скальная           | Название улицы перешло с довоенных времён                                                                            | На улице есть центр помощи детям, оказавшимся без попечения родителей. |
| Улица имени Г. Я. Седова | гидрограф, руководитель первой русской экспедиции к Северному полюсу на судне «Святой Фока» Георгий Яковлевич Седов. | входит в черту Восточного микрорайона Мурманска, связывает Верхне-Ростинское шоссе с Северным проездом. Три группы домов, стоящие полукружьями, и составляют улицу. По другую (восточную) сторону улицы также три группы гаражей. |
| Кильдинская улица        | остров Кильдин | расположена между улицами Седова (с востока) и Челюскинцев (с запада), прижата к Верхне-Ростинскому шоссе с севера. На улице есть школа № 56. |
| Северный проезд          | | Соединяет Кильдинскую улицу и улицу Георгия Седова С улицами К. Маркса и И. Д. Папанина, лежит между ними и улицей имени М. И. Старостина. Начинается сразу за школой № 53; проезд, обрамленный внутри лестницами — переходами (их 8), тянется строго на север. На улице есть почтовое отделение № 75 и фирма «Он клиник — Мурманск». |
| Проезд Связи             | | название осталось от старого Мурманска. До войны в топонимике города были модны названия отраслей хозяйства: проезды Рыбников, Рыбокомбината, Металлистов, Портовиков, улицы Бондарная, Судоремонтная, Траловая и т. д. Вот это название и сохранилось на Скальном. Дома этого проезда лежат в кварталах между улицами Старостина и Маклакова. На этом проезде есть гимназия № 1, детсады и магазины, также есть в доме № 11 частная школа. |